# Semnan (ostan)
Semnan (pers. ‏استان سمنان‎) – ostan w północnym Iranie, ze stolicą w Semnanie.
W regionie uprawia się palmę daktylową. W ostanie rozwinęło się koczownicze pasterstwo wielbłądów, owiec oraz kóz.